# Прапор Старого Мерчика
Прапор Старого Мерчика затверджений 19 жовтня 2004 р. рішенням Старомерчицької селищної ради.

## Опис
Квадратне полотнище, що складається з трьох горизонтальних рівношироких смуг, розділених зубчастим січенням — зеленою, білою та зеленою. Посередині на зелених смугах — по золотому (жовтому) листку дуба, на білій смузі — сині язики полум'я.